# Голубь Геннадий
«Го́лубь Генна́дий» (укр. Голуб Геннадiй) — серия комиксов украинской художницы Koro (Татьяна Хлонь), рассказывающая о самодостаточном голубе, мизантропе и пансексуале.
Первый выпуск серии комиксов был издан киевской (по другим данным запорожской) художницей Koro (Татьяна Хлонь) в 2016 году в Санкт-Петербурге на русском языке. По состоянию на конец 2023 года в России (издательство «Эксмо», а также ряд других, в том числе, издательство «Комильфо») и на Украине было издано три выпуска комиксов, полное трёхтомное издание выпущено в России в 2019 году. Суть комикса — сатира на современное человеческое общество в виде представления социума птиц. Автор произведения придерживается либеральных взглядов, присутствуют шутки на тему сексуальных ориентаций. Книги имеют высокий читательский рейтинг, отзывы на них в основном положительные. Возрастная отметка в изданных комиксах 12+. Последний тираж в РФ был отпечатан в январе 2022 года.
Основные герои комикса — сизый голубь Геннадий, белый голубь Димон (мечтающий, что он лебедь), воробьиха Лена.
После начала вооружённого конфликта на Украине художница в инстаграме разместила изображения заглавного героя в камуфляжной форме с украинским флагом, также стало известно о финансовой поддержке ВСУ со стороны Koro.
В октябре 2023 года, после принятия в России ужесточающих законодательных норм о «гей-пропаганде», по инициативе депутата Госдумы РФ Александра Хинштейна было заведено уголовное дело по статье о пропаганде ЛГБТ (ст. 6.21 КоАП) против распространителей комикса. Правоохранительные органы РФ организовали лингвистическую экспертизу.

«Голубь Геннадий — принципиальный пернатый. Геннадий не тратит время на заурядное курлыканье в парке. Не бросается, сломя голову, на очередную подачку в виде хлебных крошек. Не ждет подарков от судьбы и с достоинством принимает ее удары. Все потому, что Геннадий ненавидит людей. И ненависть его сильнее зимних стуж и жуткого голода. Короткие уморительные истории из жизни голубя Геннадия рассказывают о его взглядах на жизнь, принципах и проблемах, с которыми предстоит сталкиваться современному птицу. Несмотря на неприязнь Геннадия к людям, его похождения давно полюбились пользователям интернета»

Геннадий «предпочитает думать, что он пансексуал», потому что «иногда инстинкты берут верх <…>, но голуби не всегда различают пол друг друга».

Одиночка, циник, эгоист, мизантроп, бесстыдник, самолюб, эгоцентрик, жадина, упрямец и человеконенавистник. Это все — очаровательный Голубь Геннадий, который ненавидит все живое, а особенно людей. 